# Baie de Toyama
La baie de Toyama (富山湾, Toyama-wan) se trouve sur les rives nord de Honshu au Japon. La baie borde les préfectures de Toyama et d'Ishikawa. C'est une des trois plus vastes baies du Japon. Elle est connue pour les mirages qui se forment à l'horizon pendant les mois d'hiver.

## Géographie

### Communes environnantes
Préfecture de Toyama
Kurobe, Uozu, Namerikawa, Toyama, Imizu, Takaoka, Himi
Préfecture d'Ishikawa
Nanao

### Rivières
Rivière Kurobe, rivière Jōganji, rivière Jinzū, rivière Shō.